# Buenaventura Planella
Buenaventura Planella (1772-1844) est un scénographe et dessinateur espagnol.

## Biographie
Son père Gabriel Planella travaillait comme assistant scénographe de Francesc Xiurach au Théâtre Principal de Barcelone. Buenaventura naît en 1772 dans cette ville.
Buenaventura Planella étudie à l'école de la Llotja où il a comme professeur Pere Pau Muntanya (es), au travers de qui il connaît les travaux des frères Tramulles. Pendant son apprentissage, il collabore également avec Cesare Carnevali (es) et Giuseppe Lucini (es) au Teatro de la Ciudad.
En 1803, il devient professeur à l'école de la Llotja puis, pendant les premières décennies du XIXe siècle, il travaille dans toute la Catalogne, passant par des théâtres de Girone, Tortosa, Tarragone ou Vinaroz. Il est membre de l'Académie royale des Sciences et des Arts de Barcelone.
Buenaventura Planella meurt à Barcelone en 1844.
Ses enfants Josep et Francesc ont également été scénographes.

## Conservation

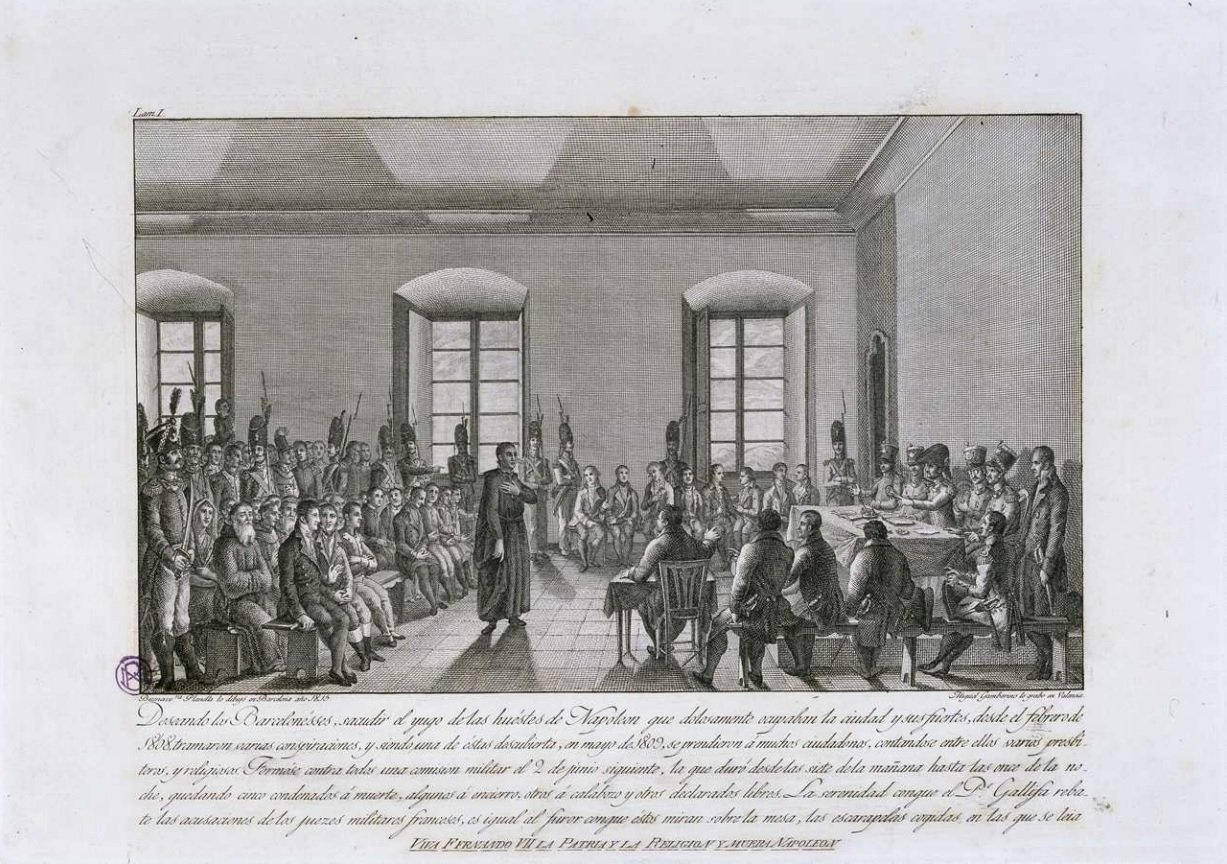
Gravure de Miguel Gamborino d'après un dessin de Buenaventura Planella qui représente le moment où des Catalans prêtent serment contre l'envahisseur français.

Le Département des dessins du musée national d'art de Catalogne conserve les esquisses d'une scénographie réalisée par Planella, provenant de la collection de Raimon Casellas (es).
Il a dessiné de nombreux dessins que Miguel Gamborino, entre autres a gravés, notamment une série sur la conspiration de Barcelone de 1809 et sa répression par les troupes françaises (1815), conservée à la Bibliothèque nationale d'Espagne.